# Сант Агата (Комо)
Сант Агата је насеље у Италији у округу Комо, региону Ломбардија.
Према процени из 2011. у насељу је живело 114 становника. Насеље се налази на надморској висини од 203 м.